# Boulevard Michelet (Marseille)
Pour les articles homonymes, voir Boulevard Michelet.
Le boulevard Michelet est une voie située dans les 8e et 9e arrondissements de Marseille.

## Situation et accès
Situé dans le prolongement de la première partie de l'avenue du Prado, il part du rond-point du Prado et se termine à l'obélisque de Mazargues.
Cette rue est desservie à une de ses extrémités par la ligne 2 du métro de Marseille : Rond-point du Prado.

## Origine du nom
La rue doit son nom à l'historien et écrivain français Jules Michelet (1798-1874).

## Bâtiments remarquables et lieux de mémoire
- Le stade Vélodrome
- La Cité radieuse de Le Corbusier
- L'obélisque de Mazargues qui se trouvait à la place Castellane où il a été inauguré par le maire Antoine-Ignace Anthoine et a été déplacé en 1911 au rond-point de Mazargues.
- Au n° 245 se situe la bastide du XVIIIe siècle La Magalone achetée en 1987 par la ville de Marseille.
- Au n° 300 la bastide Luce construite au XVIIIe siècle, dont le parc est loti en 1965 et 1987.
- De 1941 à 1944, un constructeur de véhicules électriques : La Favel (Fabrication Automobile de Véhicules Electriques Légers) était installée au N°36[1].